# Durak
El Durak (Дурак) es un juego de naipes ruso de ataque-defensa, popular en la mayoría de las ex-repúblicas soviéticas, para un número de jugadores variable de dos a seis. El objetivo del juego es deshacerse de todas las cartas que se tienen en la mano habiendo agotado previamente el mazo que queda en la mesa. Al final del juego, el último jugador con cartas en su mano es llamado «el tonto» (durak), de ahí el nombre del juego, y debe en algunos casos tomar una cantidad de vodka determinada previamente[cita requerida] además de ser el dador —repartidor— en la siguiente mano.
Un turno típico consiste en el atacante jugando una carta y el defensor jugando otra superior en valor del mismo palo o una carta del palo de triunfo, el cual se ha decidido previamente. Si gana la defensa, y el atacante decide no continuar su ataque, el defensor retira las cartas de la mesa y se convierte en el nuevo atacante, si pierde —no pudiendo contribuir con una carta—, el turno de ataque pasa al siguiente jugador a su izquierda y las cartas de encima de la mesa las incorpora a su mano.
Existen múltiples variantes mínimas o algunas que hacen que el juego se considere diferente al original durak por lo que el juego cambia de nombre. Ambas se explican al final de artículo. 

## Historia

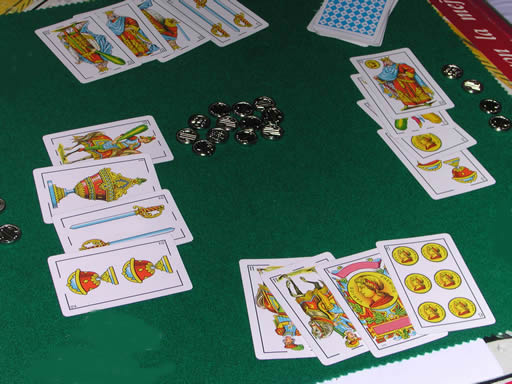
El Mus forma parte de una familia de juegos de naipes, la diferencia con el juego Durak es que descartarse no es sinónimo de ganar.

Forma parte de una familia de juegos de bazas —Svoyi koziri (Rusia), Musta maija (Finlandia), Bridge, Mus (España), Pinochle (Francia)—, subclase ataque-defensa, que comprende entre otras variantes; Durek platkowy (Dureń piątkowy-Tonto con cinco cartas) —en Polonia—, Perevodnoy durak (Переводной Дурак-Tonto transferible), Podkidnoy durak (Подкидной дурак-Chasquido). Cuando en Rusia se nombra el juego Durak normalmente se hace referencia a este último[cita requerida] por lo que las reglas generales hacen referencia a este juego. Las variantes se añadirán al final.

## Reglas

### Tipo de baraja y prelación de las cartas
Para el juego se utiliza una baraja de cincuenta y dos cartas estándar inglesa —sin comodín— al que se le han retirado previamente las cartas del dos al cinco con lo que solo queda un mazo total de treinta y seis cartas. 
La prelación de las cartas, esto es, el valor por el que se rige el mazo es de mayor a menor: as (A), rey (K), reina (Q), sota (J), 10, 9, 8, 7 y 6. La carta de mayor valor es el as, y luego el valor va de mayor a menor desde la K hasta el 6. Por lo que los valores de las cartas, en orden de menor a mayor es: 6, 7, 8, 9, 10, J, Q, K, A —ó 5, 6, 7, 8, [9], 10, 11, 12, 1 si se usa una baraja de naipes españoles—. 

La prelación final de las cartas es: As del palo del triunfo > Carta del palo del triunfo inferior a la anterior > Carta de rango superior que no sea del triunfo > Cualquier carta del mismo palo de rango inferior a la anterior > Cualquier otra carta de palo diferente.

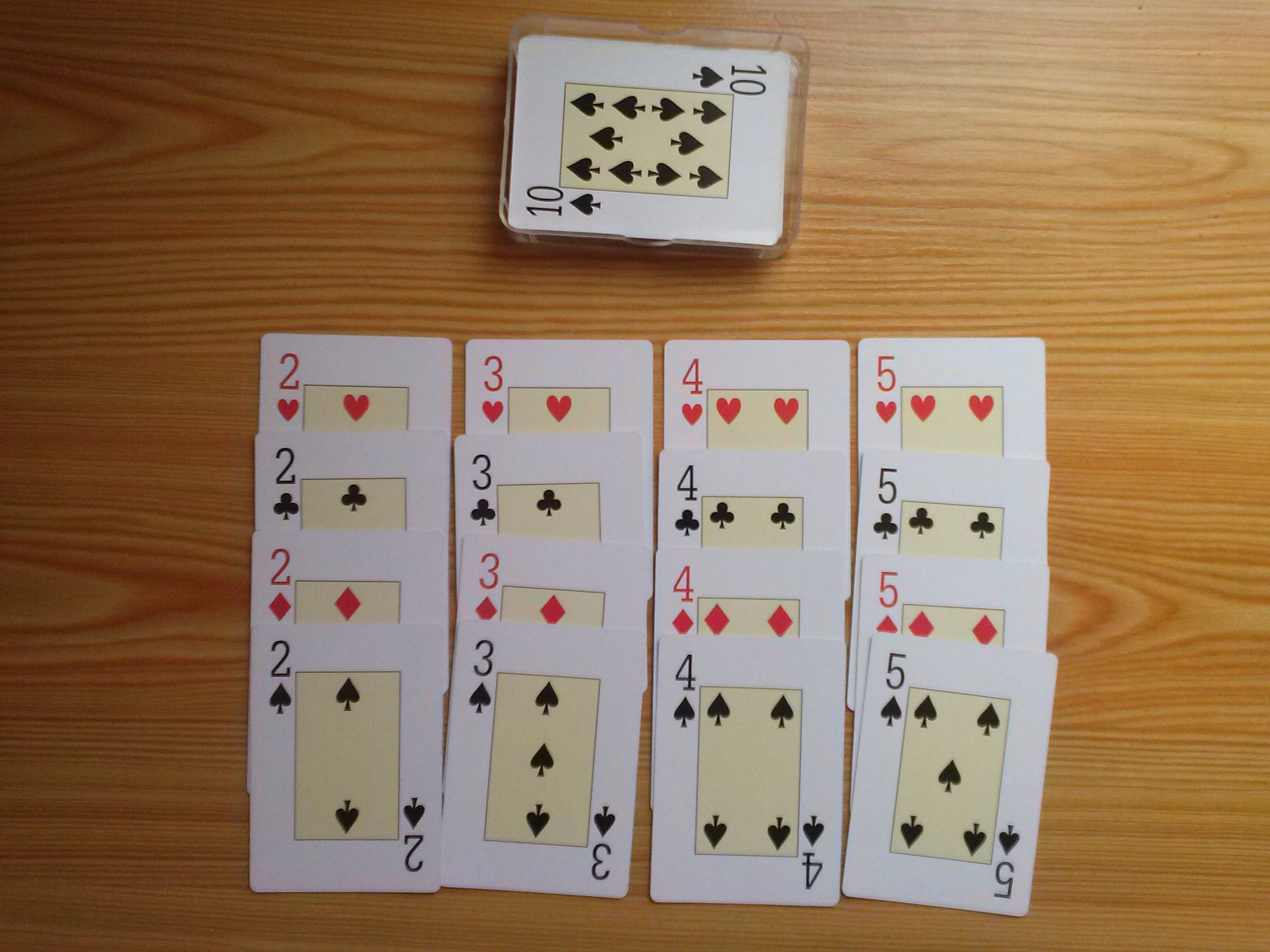
Estas cartas suelen retirarse de la baraja de naipes cuando se juega a Durak.

Debido al hecho de que las barajas varían en tipo y número de cartas en países diferentes se pueden adaptar para jugar con una baraja diferente a la inglesa.

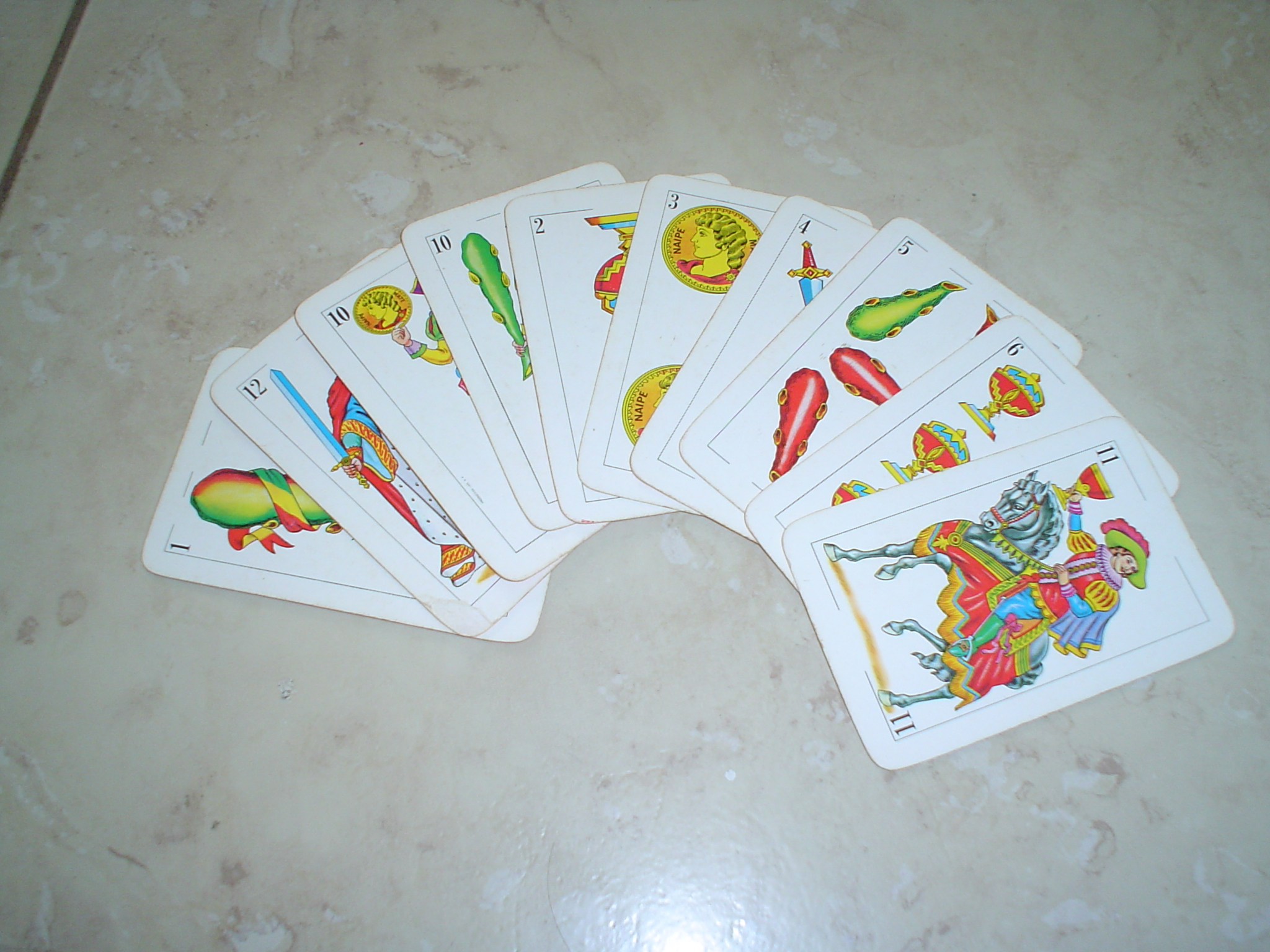
Una baraja española puede adaptarse para jugar a Durak.

- Baraja de cartas francesa: se retiran de la baraja las cartas del dos al cinco antes del juego así como el Chevalier (Caballero) ya que la baraja estándar inglesa, con la que se juega típicamente, no lleva esa carta. Con lo que quedaría una baraja cuyas figuras son as-roi-reine-valet —as-rey-reina-sota—;
- baraja de naipes española: se retiran de la baraja las cartas del dos al cuatro, esto en el caso de que fuera una baraja de cuarenta y ocho cartas con nueve —usada en algunos juegos— pero como en la baraja española a veces no se incluye —ya que no todos los juegos lo utilizan—, una posible solución es retirar solo los dos en el caso de que sea una baraja sin nueve con lo que quedaría una baraja total de treinta y seis cartas (40-[1x4] —un dos de cada palo, es decir, cuatro— 40-4=36).

## El juego

### Inicio
Se mezcla el mazo por un dador, elegido aleatoriamente en la primera mano, y se reparte a cada jugador seis cartas. Si habiendo recibido las seis cartas, un jugador tiene todas sus cartas rojas, negras o cinco cartas del mismo palo, el juego se abandona y las cartas se vuelven a mezclar y repartir. La carta superior que queda en el mazo se muestra y se coloca boca arriba debajo del mazo en un ángulo de 90 º —para que se vea el número y el palo—. El palo de dicha carta determina el «triunfo», aunque ahora la carta es parte del mazo, y es la última carta en ser levantada. 

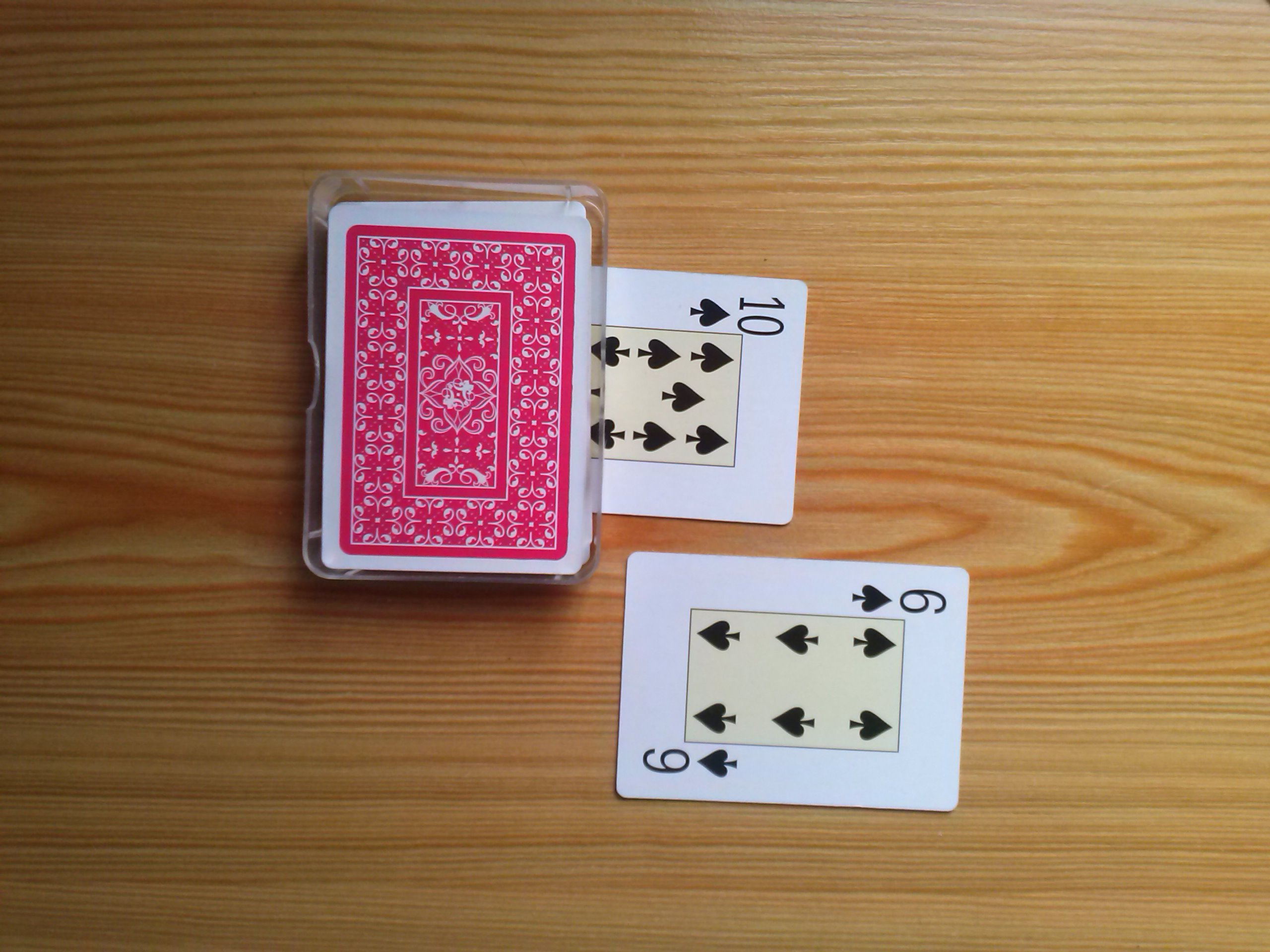
Colocación del triunfo en el juego Durak además de la carta más baja del triunfo a su lado —esta puede cambiarse en cualquier momento por el triunfo que está bajo el mazo—.

Si a alguien le es otorgada por el dador o del mazo la carta de triunfo más baja —el seis en algunos casos— puede intercambiarla por la del triunfo de debajo del mazo antes de lanzarla al juego y la pondrá en su lugar siempre antes de que se agote el mazo. Esto ocurre incluso si alguien toma el triunfo del mazo al agotarlo, siempre y cuando la siguiente ronda después de agotado el mazo no haya empezado.[cita requerida]
El jugador que tenga la menor carta de triunfo en su mano es el primer jugador en atacar y por lo tanto inicia el juego. Una baraja de treinta y seis cartas limita el número de jugadores a seis, aunque no es óptimo, ya que le da una ventaja considerable al jugador que ataca primero, y una desventaja considerable al primer jugador que defiende. No en vano, existen algunas variaciones que permiten el uso de más de una baraja o simplemente jugar con toda la baraja —sin retirar ningún número—.

### Durante el juego
El jugador que empieza es el primer atacante. El jugador a la izquierda del atacante es siempre el defensor. Si el ataque es exitoso —ver abajo—, el defensor pierde su turno, y el atacante pasa a ser el jugador a la izquierda del defensor. Si el ataque falla, el defensor pasa a ser el nuevo atacante.

#### Ataque
El atacante —el que posee la carta de triunfo más baja— comienza su turno jugando una carta boca arriba en la mesa como carta atacante. El jugador a su izquierda es el defensor y debe defenderse inmediatamente en respuesta del ataque inicial, si el ataque es defendido por una carta mayor del mismo palo o del triunfo —de cualquier rango— el jugador sigue atacando y jugando más cartas. La única condición para ello es que el número de la carta debe coincidir con uno de los ya jugados. Por ejemplo; si un jugador atacante juega un seis que es defendido por un ocho el atacante puede volver a usar su turno para jugar otra carta contra el mismo jugador pero solo si el número es seis u ocho. Si no es el caso, el atacante tiene que pasar con lo que el ataque pasaría al siguiente jugador atacante a su izquierda —después del defensor—. Se repite la misma secuencia hasta que haya atacado o pasado el último jugador antes del primer atacante y durante todos los turnos.

#### Defensa
El defensor intenta defenderse de las cartas atacantes jugando cartas de su mano. Debe jugar una carta por cada carta atacante colocándola superpuesta a la carta atacante a la que defiende de manera que puedan verse ambos números para que los jugadores puedan darse cuenta de cuál carta defiende a cuál. Las cartas atacantes que no sean de triunfo pueden ser defendidas por:
1. una carta de mayor valor del mismo palo;
2. cualquier carta de triunfo;
3. las cartas de triunfo solo pueden ser defendidas por una carta de triunfo de mayor valor.

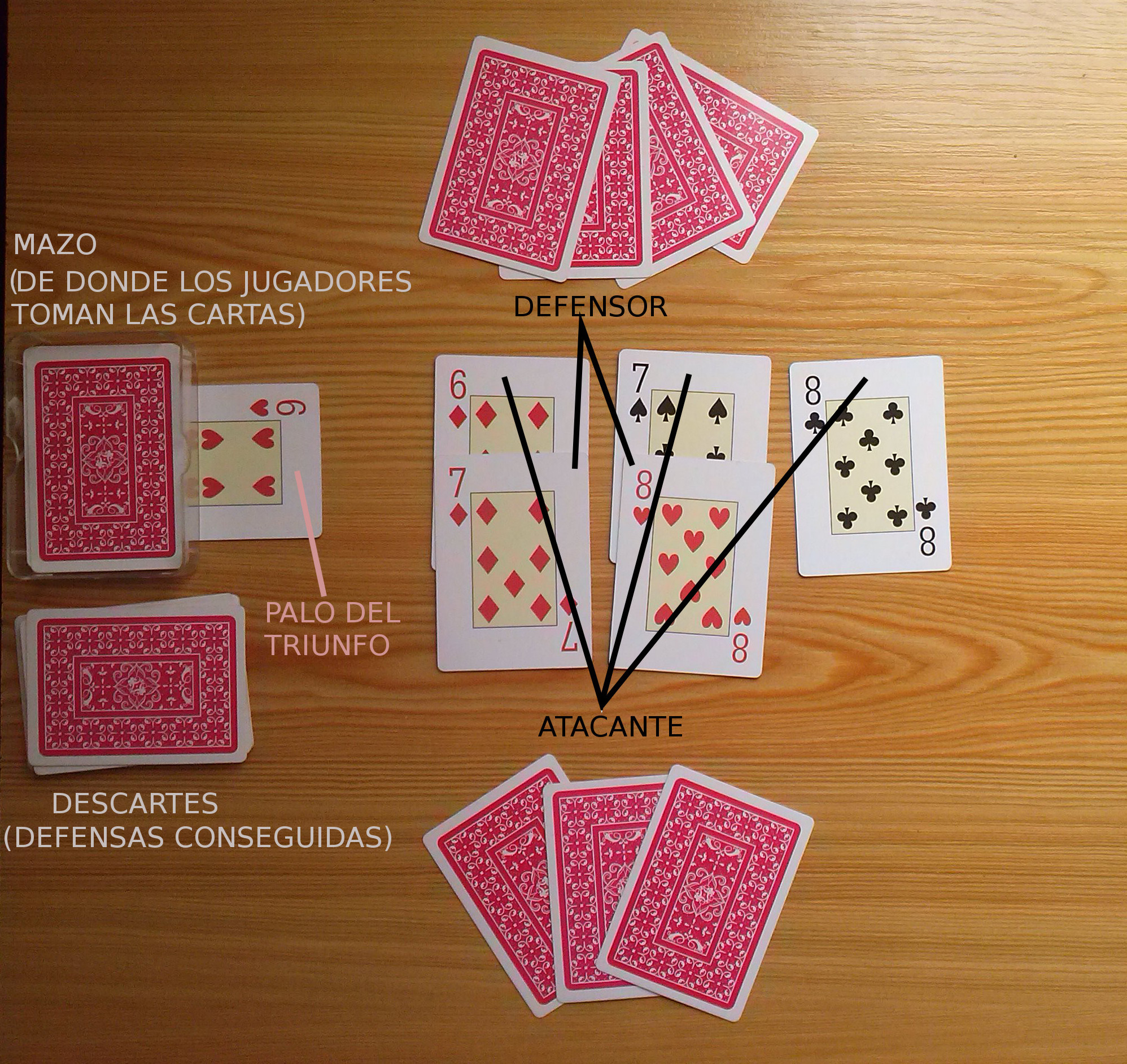
Una partida de dos jugadores en la que se ha utilizado un palo de triunfo para defender. La defensa tiene ahora el turno y puede decidir pasar y tomar las cartas de encima de la mesa o bien seguir defendiendo —no es obligatorio denfender si no interesa perder un triunfo, por ejemplo—.

#### Éxito o fracaso de la defensa
Cuando el defensor consigue jugar una carta de valor superior o una carta del triunfo se dice que este defiende el ataque por lo que el atacante puede o bien proseguir con subsiguientes ataques o pasar el turno al jugador a la izquierda del defensor. Las cartas jugadas deben también ser del mismo valor que las cartas ya jugadas —ver la sección Ataque— y el número de ataques no puede ser mayor a seis o al número de cartas en la mano del defensor. Una vez agregadas las cartas, el defensor ahora debe defenderse de todos los ataques y las cartas que use para defenderlas permiten a los otros jugadores añadir más cartas al ataque.
En cualquier momento de la defensa, si el defensor no puede o no quiere defenderse de todas las cartas atacantes y ningún jugador está dispuesto a agregar más cartas al ataque debe levantar todas las cartas de la mesa —incluyendo las cartas atacantes que otros jugadores agregaron— e incorporarlas a su mano, terminando el turno. Entonces el ataque habrá tenido éxito, y el defensor que perdió el ataque pierde su turno para atacar, por lo que el siguiente jugador en atacar en el nuevo turno será el que se encuentre a la izquierda de él.
En cambio, si el defensor pudo defenderse de todas las cartas atacantes y los otros jugadores no quieren, o no pueden, agregar más cartas al ataque entonces la defensa habrá tenido éxito. Todas las cartas de la mesa se descartan del juego a una pila de descarte y el turno termina —ningún jugador puede mirar las cartas de la pila de descarte en ningún momento—. El jugador que se ha defendido comenzará el siguiente turno como el nuevo atacante.

#### Fin del turno
Al final de cada turno, haya sido la defensa exitosa o no, se realiza la siguiente acción: comenzando desde el primer atacante del turno, seguido de cualquier jugador que haya agregado cartas, y terminando con el defensor, cada jugador con menos de seis cartas en su mano debe tomar cartas del mazo hasta tener seis cartas en su mano. Cuando el mazo se queda sin cartas, el juego sigue normalmente sin que se levanten más cartas. Por ejemplo: si hay seis cartas en el mazo —incluida la carta de triunfo— y el atacante gastó su mano entera en el último ataque, levanta las seis cartas del mazo, y ningún otro jugador levanta cartas. El orden en el que se levantan las cartas es estratégicamente importante, ya que la última carta en el mazo, es por definición un triunfo. Una vez terminado el mazo, cuando un jugador se queda sin cartas, sale del juego, y el resto continúa.

### Perdedor odurak

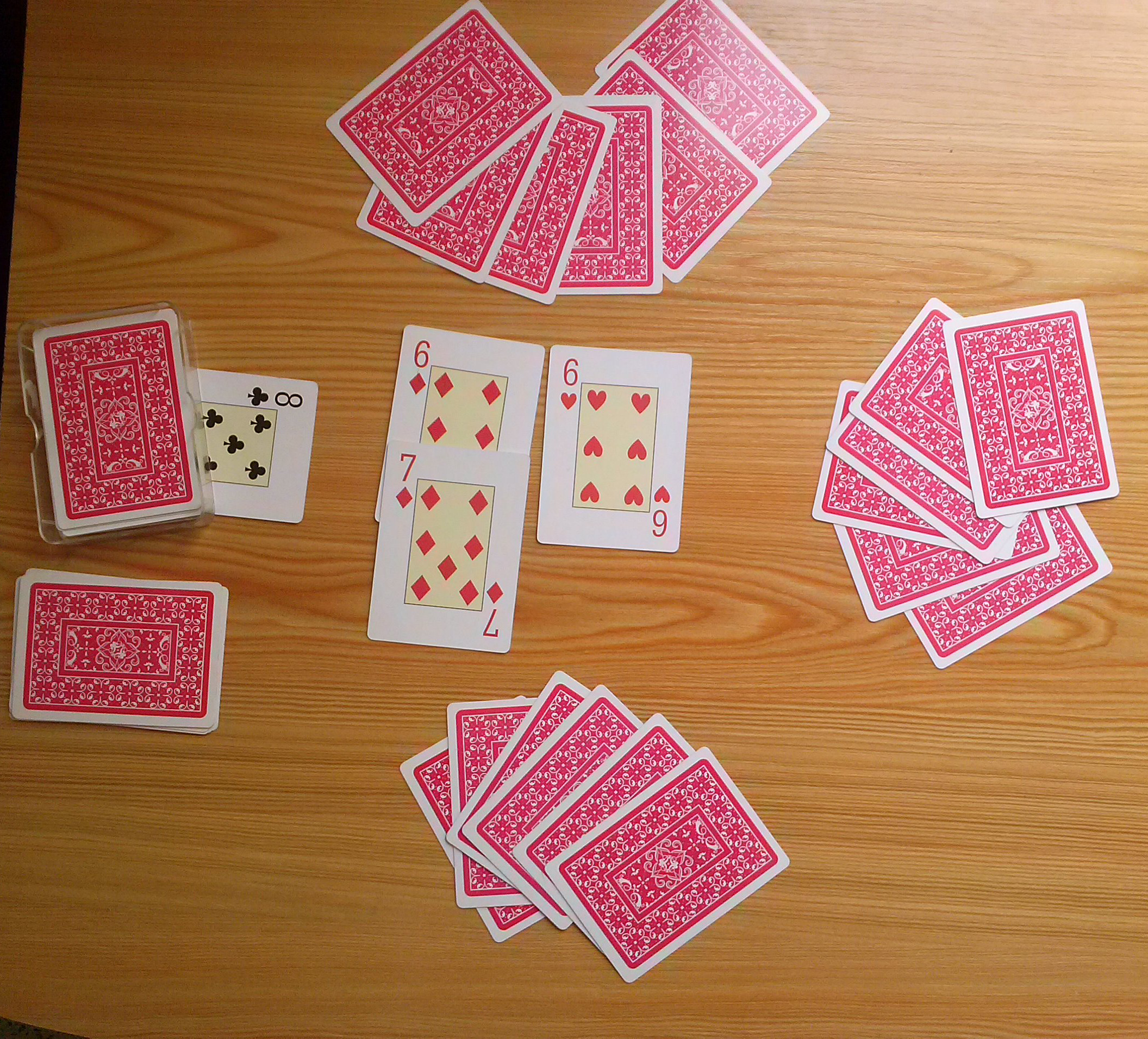
En esta partida participan tres jugadores. El atacante siempre ataca al de su izquierda. En esta ocasión ambos tienen seis cartas, indicativo de que han fallado alguna de sus defensas y han debido tomar las cartas de encima de la mesa.

En el juego de Durak no se espera conseguir a ningún ganador sino a un perdedor o durak («tonto»)— ni siquiera en el juego por equipos se considera que el equipo gana pero sí que hay dos durak—. La última persona con cartas en su mano es el perdedor. Esa persona es el que reparte en el próximo juego, y la persona a su izquierda es el primer atacante.
Debido al hecho de que el barajar se considera una acción fastidiosa en este juego la penalización del que pierde consiste en barajar y preparar las cartas para la siguiente mano a jugar. Si cualquier otro jugador que no sea el perdedor de la última ronda toca la baraja se convierte inmediatamente en el dador de la siguiente ronda. De hecho, se suele decir «no levanto mi sombrero ante un idiota» cuando el dador ofrece el mazo a otra persona que no sea durak. Si se corta el mazo esta acción no conlleva penalización alguna.

## Variantes
En primer lugar se describen las variantes que pueden agregarse a todos los juegos —número de jugadores o modificaciones mínimas—, llamadas comunes, y en segundo lugar las variantes que modifican el sistema de juego con lo que en este caso el juego lleva otro nombre, específicas.

### Comunes

#### Juego en equipos
Con cuatro —dos contra dos— o seis —dos contra dos contra dos, o tres contra tres—, es posible jugar en equipos. Los miembros de cada equipo se sientan en lados opuestos de la mesa —cuando hay dos jugadores por equipo—, o alternados —cuando hay tres—. Los miembros de cada equipo no pueden agregar cartas para ayudar en la defensa de un compañero, pero pueden concentrarse en agregar muchas cartas a los ataques contra otro equipo.

#### Palo del triunfo del dador
En esta modificación el palo del triunfo se decide por la última carta recibida por el que reparte, el durak.  Por lo tanto no se levanta ninguna otra carta después de que todos los jugadores tengan sus seis cartas para iniciar el juego.

#### Baraja completa. Siete cartas
Entre principiantes o cinco o seis jugadores se suele utilizar la baraja al completo. Cuando existe alguno de los dos últimos casos algunos jugadores prefieren repartir siete cartas.

#### Tonto «con charreteras»
Si la última carta en ser jugada por el último atacante del juego es un seis —la carta de menor valor en el Durak— y el defensor no puede defender con éxito, este es llamado el —durak s pogonom (дурак с погоном) (un tonto con charreteras)—, y el seis puede ser golpeado contra el hombro del perdedor. Este final es aún más insultante que declarar al perdedor durak, ya que el jugador debe mantener dicha carta de bajo valor en su mano hasta la parte final del juego demostrando mayor habilidad. Si el atacante juega dos seis, esto indica una ocasión más jovial de «charreteras en ambos hombros».

### Específicas

#### Perevodnoy durak(переводной)
En la variante Perevodnoy (переводной) el defensor puede elegir entre defender el ataque o pasarlo al siguiente jugador a su izquierda. En este caso, el defensor solo puede pasar el ataque si tiene en su mano una carta del mismo valor que la/s carta/s atacante/s. Para hacerlo, debe agregar su carta a la/s atacante/s. El defensor pasa a ser entonces el nuevo atacante, y el jugador a su izquierda el nuevo defensor, y debe defenderse de todas las cartas atacantes. El nuevo defensor entonces debe decidir si defender el ataque o pasarlo.
Si la persona a la izquierda del jugador —el nuevo defensor— tiene menos cartas en su mano que las que habrá en la mesa al pasar el ataque, entonces no está permitido pasar el ataque, y deberá defenderlo el defensor original. En juegos de cuatro o menos jugadores, es posible que el ataque sea pasado por toda la ronda de jugadores, y termine siendo el atacante original el que debe defenderse de su ataque —más las cartas agregadas al ser pasado—.
Una variante permite al defensor que tiene en su mano a la carta de triunfo del mismo valor que la carta atacante mostrar dicha carta para pasar el ataque al siguiente jugador, sin tener que agregar su carta al ataque. En un juego con 4 jugadores o menos, es posible que el ataque sea pasado por toda la ronda de jugadores hasta llegar al jugador que tiene la carta de triunfo. Sin embargo, mostrar la carta para pasar el ataque solo está permitido una vez, por lo que el jugador podrá pasar el ataque, pero solo agregando la carta de triunfo al ataque.

#### Variante polaca:Durek platkowy
En Polonia se juega a Durek platkowy (Dureń piątkowy) o durak con cinco cartas. La principal diferencia es que se reparte a cada jugador cinco cartas —en lugar de seis— y que se utiliza la baraja completa. Además se puede atacar con varias cartas a la vez pero el ataque debe contener parejas de igual número cuando sea un número par de cartas y una carta extra —además de las parejas— que puede formar un trío con las demás cartas si fuese un número impar de cartas.
Las demás reglas de durak aplican; defensa sin éxito, pasar el turno, etc.